# Saint-Germier, Tarn

Saint-Germier este o comună în departamentul Tarn din sudul Franței. În 2009 avea o populație de 127 de locuitori.

## Evoluția populației
| An        | 1975 | 1982 | 1990 | 1999 | 2006 | 2009 |
| --------- | ---- | ---- | ---- | ---- | ---- | ---- |
| Populație | 107  | 105  | 106  | 120  | 142  | 127  |